# Episodi di Cobra Kai (sesta stagione)
La sesta e ultima stagione della serie televisiva Cobra Kai, composta da 15 episodi, è stata pubblicata da Netflix, in tutti i paesi in cui disponibile, in tre parti, composte ciascuna da 5 episodi, il 18 luglio 2024, il 15 novembre 2024 e la terza parte il 13 febbraio 2025.
| n°            | Titolo Originale        | Titolo Italiano            | Pubblicazione    |
| Prima parte   | Prima parte             | Prima parte                | Prima parte      |
| ------------- | ----------------------- | -------------------------- | ---------------- |
| 1             | Peacetime in the Valley | Pace nella Valley          | 18 luglio 2024   |
| 2             | The Prize               | Il premio                  | 18 luglio 2024   |
| 3             | Sleeper                 | Pigiama party              | 18 luglio 2024   |
| 4             | Underdogs               | Gli sfavoriti              | 18 luglio 2024   |
| 5             | Best of the Best        | I migliori dei migliori    | 18 luglio 2024   |
| Seconda parte |                         |                            |                  |
| 6             | Benvinguts a Barcelona  | Benvinguts a Barcelona     | 15 novembre 2024 |
| 7             | Dog in the Fight        | Lo scopo del combattimento | 15 novembre 2024 |
| 8             | Snakes on a Plane       | Vipere ad alta quota       | 15 novembre 2024 |
| 9             | Blood In Blood Out      | Dentro o fuori             | 15 novembre 2024 |
| 10            | Eunjangdo               | Eunjangdo                  | 15 novembre 2024 |
| Terza parte   |                         |                            |                  |
| 11            | Into The Fire           | La prova del fuoco         | 13 febbraio 2025 |
| 12            | Rattled                 | Stravolti                  | 13 febbraio 2025 |
| 13            | Skeletons               | Scheletri                  | 13 febbraio 2025 |
| 14            | Strike Last             | Colpisco per ultimo        | 13 febbraio 2025 |
| 15            | Ex Degenerate           | L'ex degenerato            | 13 febbraio 2025 |

## Pace nella Valley
- Titolo originale: Peacetime in the Valley
- Diretto da: Joel Novoa
- Scritto da: Bob Dearden

### Trama
Nella Valley regna finalmente la pace. Il dojo Cobra Kai è stato smantellato, e Daniel promette ad Amanda che, una volta concluso il Sekai Taikai, si ritirerà dal ruolo di Sensei. Nel frattempo, il magazzino dove Johnny teneva le lezioni con l'Eagle Fang viene demolito, lasciando il Miyagi-Do come unico dojo attivo nella Valley, che accoglie nuovi studenti come Mitch, Tory e Devon.
Demetri e Falco propongono di chiamare il dojo “Miyagi-Fang” per il torneo Sekai Taikai, un'idea che Daniel e Chozen respingono, poiché troppo legati all'eredità di Miyagi per accettare un simile cambiamento. Dopo un acceso confronto, Johnny e Chozen decidono di risolvere la questione con un combattimento amichevole, fissato per il giorno seguente.
Nel frattempo, Robby e Miguel organizzano un'uscita a quattro con Sam e Tory, sperando di farle diventare amiche. Tuttavia, l'iniziativa non ha successo. Più tardi, Robby incontra Kenny e lo invita a unirsi al Miyagi-Do per partecipare al Sekai Taikai. Kenny, però, rifiuta, ancora ferito dall'essere stato manipolato e tradito da Silver. Deluso, si allontana insieme al fratello Shawn.
Determinato a convincere Kenny, Robby lo raggiunge in un campo da baseball. La situazione degenera quando Shawn, fraintendendo le intenzioni di Robby, lo aggredisce violentemente. Miguel, Sam e Tory intervengono per difenderlo, chiarendo infine il malinteso. Una volta compreso che le loro intenzioni sono genuine, Shawn convince Kenny a unirsi al Miyagi-Do, sebbene inizialmente riluttante.
Nel frattempo, Pastinaca cerca di reclutare Johnny nel suo nuovo Cobra Kai, composto da bambini della scuola elementare, ma Johnny rifiuta categoricamente. Il giorno del combattimento con Chozen, Johnny decide di abbandonare l'Eagle Fang, ritenendolo una copia malriuscita del Cobra Kai, e di unirsi ufficialmente al Miyagi-Do. Nonostante ciò, Johnny e Chozen si affrontano in uno scontro amichevole e, con le divergenze risolte, si preparano ad affrontare il torneo e il mondo insieme.
Altrove, Kreese arriva in Corea, determinato a ottenere vendetta.

## Il premio
- Titolo originale: The Prize
- Diretto da: Joel Novoa
- Scritto da: Joe Piarulli & Luan Thomas

### Trama
Kreese arriva in Corea e si ricongiunge con Kim Da-Eun, una sua vecchia amica. Le chiede se intende partecipare al Sekai Taikai, ma lei risponde di no: ha perso il Cobra Kai negli Stati Uniti e non vuole più essere coinvolta, soprattutto perché suo nonno si oppone, considerando quello che è successo nella Valley con Silver. Nel frattempo, Miguel si candida per Stanford University, ma un imprevisto cambia i suoi piani: il soffitto della casa crolla e la famiglia è costretta a lasciare l'abitazione, ormai allagata.
Chozen decide di aiutare Johnny a cercare una nuova casa, ma gli sforzi si rivelano infruttuosi, soprattutto a causa di un diverbio con un affittuario, il signor Buz. Intanto, Kreese si rivolge al Sensei Kim, chiedendogli di partecipare al Sekai Taikai. Inizialmente, Kim rifiuta, spiegando che sia lui che la nipote non sono più degni di rappresentare il ruolo di Sensei, dato ciò che è accaduto nella Valley. Tuttavia, Kreese riesce a convincerlo raccontandogli che Johnny è riuscito a sconfiggere cinque dei suoi allievi. Colpito dalla determinazione di Kreese, Kim gli promette che potrà partecipare, a patto che recuperi l'Eunjangdo, un antico pugnale di famiglia custodito in una grotta.
Nel frattempo, i ragazzi partecipano a una festa del college, dove Kyler, pur di essere accettato in una confraternita, si rende schiavo di un ragazzo di nome Zenker. Quando scopre che non sarà mai ammesso, scoppia una rissa che si conclude con la vittoria del protagonista. Nel frattempo, Kreese si avventura nella grotta alla ricerca dell'Eunjangdo, custodito da un cobra. Viene attaccato e ferito, ma non si arrende.
Johnny, intanto, tenta di nuovo di acquistare una casa. Anche se inizialmente sembra andare male, trova l'aiuto di un vecchio amico, che gli offre ospitalità temporanea finché non riuscirà a mettere da parte il denaro necessario. Nella grotta, Kreese ha un incubo in cui affronta Silver, ma sfrutta le parole dell'avversario come motivazione. Affronta il cobra, tagliandogli la testa, e recupera l'Eunjangdo.
Infine, Johnny si reca alla concessionaria di Daniel per cercare lavoro. Con l'aiuto di Daniel, decide di trovarsi finalmente un impiego stabile per sostenere la sua famiglia.

## Pigiama party
- Titolo originale: Sleeper
- Diretto da: Ralph Macchio
- Scritto da: Mattea Greene

### Trama
A casa di Daniel si tiene una festa per rivelare il sesso del bambino di Johnny e Carmen. L'annuncio è emozionante: aspettano una femmina! Nel frattempo, in Corea, Kim presenta a Kreese i suoi allievi e illustra i metodi di allenamento adottati, soffermandosi su varie tecniche. Tra gli allievi, Yoon Do-Jin, il prediletto della Sensei Kim, esegue un attacco chiamato "L'attacco della Vipera". Tuttavia, l'esibizione viene interrotta da Kwon Jae-Sung, un allievo ribelle ma talentuoso, noto per essere un piantagrane. Per la sua irruzione, Kwon viene punito severamente. Kreese, però, sottolinea che tutti hanno del potenziale e racconta come il nonno di Kim abbia tirato fuori il meglio da lui. Promette di prendersi cura di Kwon.
Nel frattempo, al Miyagi-Do, le relazioni tra Tory e Sam peggiorano notevolmente, paradossalmente proprio perché non sono più in conflitto aperto. Johnny e Devon organizzano un pigiama party per cercare di farle scontrare e sfogare la tensione, ma l'iniziativa si rivela un fallimento.
Altrove, Daniel, Chozen e Amanda scoprono una scatola di segreti appartenuta a Miyagi. Tra i documenti trovano un passaporto falso e una lettera che rivela il coinvolgimento di Miyagi in una rapina e un'aggressione che mandò qualcuno in coma. Sconvolti, decidono di indagare e si recano presso l'indirizzo indicato nella lettera. Qui incontrano il proprietario della palestra dove Miyagi si allenava. L'uomo spiega che Miyagi viveva in America prima di trasferirsi a Okinawa e che, nonostante gli errori del passato, era una brava persona. Questo insegnamento aiuta Daniel a riflettere sul fatto che gli sbagli del passato non definiscono chi siamo oggi.
In Corea, Kreese racconta agli allievi di Kim la storia di Johnny, spiegando come fu sconfitto al torneo All Valley e sottolineando che Daniel combatté con il cuore, a differenza sua. Durante la lezione, Kwon interrompe nuovamente, irritando i compagni. Kreese punisce l'intero dojo, aumentando il risentimento nei confronti di Kwon. Tuttavia, Kreese lo prende da parte e gli insegna a canalizzare la sua rabbia come un'arma. Motivato, Kwon affronta Yoon e i suoi amici, guadagnandosi finalmente il rispetto del dojo.
Nel frattempo, arriva l'annuncio ufficiale: il Sekai Taikai si terrà a Barcellona. Tuttavia, i partecipanti vengono informati che ogni dojo potrà schierare solo sei combattenti, inclusi due capitani (un maschio e una femmina) per le finali del torneo.

## Gli sfavoriti
- Titolo originale: Underdogs
- Diretto da: Sherwin Shilati
- Scritto da: Chris Rafferty

### Trama
Gli allenamenti al Miyagi-Do iniziano ufficialmente, ma Daniel e Johnny sono incerti su chi selezionare come i sei partecipanti al Sekai Taikai: sono entrambi d’accordo sul mandare Sam, Robby, Miguel e Falco, ma Daniel vorrebbe mandare Demetri e Anthony come ultimi 2, mentre Johnny punta su Tory e Devon. Decidono di chiedere aiuto a Mike Barnes. Mike, grazie alla sua esperienza, rivela che il Sekai Taikai è un torneo estremamente pericoloso, violento e talvolta mortale. Nonostante ciò, accetta di aiutare e propone una serie di prove per individuare i migliori candidati.

#### Prima sfida: Abilità fisiche
Nella prima prova i ragazzi hanno eseguito diversi esercizi per testare le loro capacità fisiche (Velocità, forza, resistenza e lavoro di squadra). La prova di velocità prevede che i ragazzi catturino dei polli lasciati liberi nel dojo, quella di forza che spacchino delle tavole di legno, di resistenza che sostengano un masso mentre sono con la schiena attaccata al muro,  di collaborazione che 2 studenti debbano affrontare il resto della classe da soli. Dodici studenti superano la selezione: Falco, Robby, Miguel, Sam, Tory, Mr. Muscolo (Mitch), Kenny, Nate, Chris, Demetri, Devon e Anthony. La sera, il gruppo è visibilmente teso, soprattutto Devon, che ripensa alle sue precedenti sconfitte contro Tory all'All Valley e contro Sam durante la qualificazione al Sekai Taikai in Cobra Kai 5.

#### Seconda sfida: Rubare i nastri
Il giorno successivo, i ragazzi affrontano la seconda prova, che consiste nel rubare il maggior numero di nastri possibili dagli avversari. Durante la sfida, Falco confida a Miguel di non aver fatto domanda per il MIT, il college che lui e Demetri avevano sognato da bambini, rivelando invece il desiderio di frequentare altre università viste durante l'open day. La competizione si intensifica: Devon riesce a sottrarre due nastri a Demetri, ma durante uno scontro con Kenny, Anthony, si infortuna, causando la rabbia di Daniel nei confronti di Mike per il suo approccio rigido e freddo. Dopo la sfida dei nastri, passano la selezione Miguel, Sam, Robby e Tory e vengono eliminati Anthony, Nate, Chris e Mitch; lasciando Kenny, Devon, Falco e Demetri come ultimi candidati per gli ultimi 2 posti
Johnny, vedendo Devon turbata, chiede a Mike se è riuscita a passare la selezione. Mike rivela che Devon è ultima in classifica, provocando uno scontro fisico tra lui e Johnny. Al termine del combattimento, Mike promette a Johnny di dare un'altra possibilità a tutti, con particolare attenzione a Devon.

#### Terza sfida: La prova finale nel bosco
Il giorno seguente, Mike convoca l'intero Miyagi-Do in un bosco per l'ultima selezione. La prova consiste nel portare due bandiere a Mike; i vincitori si uniranno automaticamente alla squadra come rappresentanti del Miyagi-Do al Sekai Taikai. Durante la sfida, Kenny si sente male a causa di un imbroglio orchestrato da Devon, mentre Falco viene eliminato da Demetri. Alla fine, Demetri e Devon vincono la sfida e vengono selezionati come gli ultimi membri della squadra per il Sekai Taikai.

## I migliori dei migliori
- Titolo originale: Best of the Best
- Diretto da: Sherwin Shilati
- Scritto da: Michael Jonathan Smith

### Trama
Tory riceve buone notizie dal suo medico: la salute di sua madre sembra migliorare. Tuttavia, la speranza dura poco. Nel parcheggio, Tory incontra Kreese, che le propone di unirsi al suo nuovo Cobra Kai. Ricordando le parole che Kreese le aveva detto l’ultima volta, Tory rifiuta fermamente.
Al Miyagi-Do, Tory si confida con Robby riguardo all’incontro con Kreese, facendogli promettere di non dirlo a nessuno. Nel frattempo, si scopre che Demetri è stato accettato al MIT, mentre il destino della candidatura di Miguel a Stanford rimane incerto. Johnny e Daniel iniziano quindi ad allenare i ragazzi principali (Miguel, Sam, Robby e Tory) per prepararli alla selezione dei capitani della squadra, che avverrà tra pochi giorni. Miguel, intanto, scopre che la sua candidatura a Stanford è stata rinviata e sarà rivalutata prossimamente.
Quando Tory torna a casa, trova sua madre morta sul pavimento, un evento devastante che la lascia distrutta.
Nel frattempo, Johnny e Daniel litigano. Johnny accusa Daniel di allenare i ragazzi da solo per favorire Sam, lasciandolo fuori dalle decisioni. Lascia la concessionaria arrabbiato, ma Amanda lo ferma e gli spiega il motivo del comportamento di Daniel: la scoperta di una scatola appartenuta a Miyagi, contenente segreti che hanno sconvolto il suo mondo. Amanda incoraggia Daniel a chiarire con Johnny per preservare l’alleanza tra loro e garantire stabilità ai ragazzi.
Il giorno della selezione, Johnny e Daniel fanno pace e stabiliscono i ruoli: Daniel arbitra il combattimento tra Miguel e Robby, data la relazione paterna di Johnny con i due, mentre Johnny arbitra quello tra Sam e Tory, considerando il rapporto speciale tra Sam e Daniel.
La selezione maschile inizia, con Miguel che segna i primi due punti. Tory arriva all’ultimo momento, motivata dalle parole della madre sull’essere una combattente e dalla promessa fatta a Robby. La sua presenza incoraggia Robby, che segna tre punti e diventa il capitano maschile della squadra.
Segue il combattimento femminile. Sam ottiene il primo punto, ma Tory recupera con un punto e un calcio scorretto, guadagnando un’ammonizione. Il comportamento aggressivo di Tory desta sospetti, e proprio in quel momento Amanda riceve una telefonata dall’ospedale di Reseda: la madre di Tory è morta. Amanda avvisa Daniel, che decide di fermare l’incontro. Tory, furiosa, abbandona il Miyagi-Do, mentre Johnny e Daniel litigano ancora una volta. Johnny confessa di sapere tutto sulla scatola di Miyagi, e i due si promettono di separarsi una volta concluso il Sekai Taikai.
Con Tory fuori dal Miyagi-Do, Falco prende il suo posto nella squadra. Durante la cerimonia per i capitani, Daniel nota una bandana trovata nella scatola di Miyagi e capisce che il suo maestro potrebbe aver partecipato al Sekai Taikai.
La squadra arriva a Barcellona per il torneo, ma una spiacevole sorpresa li attende: trovano Kreese e Kim Da-Eun con il Cobra Kai, e, con loro, Tory, ora parte del dojo avversario.

## Benvinguts a Barcelona
- Titolo originale: Benvinguts a Barcelona
- Diretto da: Joel Novoa
- Scritto da: Joe Piarulli & Luan Thomas

### Trama
A Barcellona la situazione degenera subito dopo il ritorno di Tory nel Cobra Kai. Mentre Daniel, Johnny e gli altri Sensei sono invitati a un cocktail di benvenuto con gli sponsor del torneo, i ragazzi partecipano a una gita turistica all’acquario.
Durante la gita, Robby e Tory hanno un confronto. Tory confessa di non essere sicura che il ritorno al Cobra Kai sia stata la scelta giusta, ma sente che è l'unica possibilità per lei. In un'altra parte della città, durante una scommessa di calcio, Kwon sfida Robby con la posta in gioco delle loro stanze. Kwon vince, ottenendo la stanza di Robby, alimentando ulteriormente la tensione tra i due.
Al cocktail, la situazione non migliora. Johnny litiga con il Sensei Wolf per una bistecca e si scontra anche con Kreese, discutendo su chi possieda l’arma migliore. Intanto, Daniel parla con Gunter riguardo alla bandana trovata nella scatola di Miyagi, scoprendo che risale al secolo scorso. La serata prende una piega ancora più caotica quando Chozen, ubriaco, irrompe nella sala. Racconta di essere stato a Okinawa per dichiarare il suo amore a Kumiko, ma di aver trovato un altro uomo nella sua casa. Sconvolto, inizia a distruggere i fiori presenti nella sala in preda alla depressione. La notte diventa carica di ansia per tutti i protagonisti, tranne che per Kwon. Robby tenta di parlare con Tory, ma lei chiede una pausa nella loro relazione a causa dei problemi recenti. Ferito, Robby se ne va arrabbiato.
Il giorno successivo, il Sekai Taikai prende il via con la prima sfida, "La guerra dei capitani". L'obiettivo è proteggere i capitani della propria squadra e impedire che cadano a terra, pena l’eliminazione. Il gruppo è composto da Miyagi-Do, Cobra Kai, Iron Dragons e Falchi della Notte. La sfida è subito serrata, con un testa a testa tra Miyagi-Do e Cobra Kai. Alla fine, tutti i membri del Miyagi-Do e dei Falchi della Notte vengono eliminati, lasciando in gara Cobra Kai e Iron Dragons.
Con una dimostrazione di forza schiacciante, gli Iron Dragons umiliano il Cobra Kai, rivelando che il loro Sensei è proprio il Sensei Wolf, lo stesso individuo con cui Johnny aveva litigato la sera precedente al cocktail.

## Lo scopo del combattimento
- Titolo originale: Dog in the Fight
- Diretto da: Joel Novoa
- Scritto da: Ashley Darnall

### Trama
Mentre i Cobra Kai e gli Iron Dragons dominano il torneo accumulando punti, il Miyagi-Do si trova in difficoltà, scivolando all’undicesimo posto. Nel bel mezzo di una lite con Johnny, Daniel riceve una misteriosa lettera contenente un indirizzo e, convinto che riguardi il passato di Miyagi, decide di partire subito per indagare.
La prossima prova del torneo prevede di restare in equilibrio su una pedana senza cadere. Johnny, contro il parere degli studenti, ordina loro di abbandonare le tecniche del Miyagi-Do e di essere più aggressivi. La strategia si rivela un fallimento: gli studenti, privi di equilibrio, perdono la prova, incluso Robby, distratto dalla presenza di Tory.
Intanto, Daniel arriva all’indirizzo indicato nella lettera, ma viene colpito alla testa e rinchiuso in una gabbia per cani. Tuttavia, riesce a liberarsi grazie a un medaglione comprato da un bambino poco prima di essere rapito. In un confronto violento, sconfigge i suoi rapitori, tra cui Dennis De Guzman, un vecchio scagnozzo di Mike Barnes (visto in Karate Kid 3).
Dopo la sconfitta, Johnny rimprovera i suoi studenti, ma Sam ribatte, accusandolo di essere responsabile per aver ignorato le tecniche del Miyagi-Do. Devon, frustrata, si lamenta del trattamento ricevuto, e Sam cerca di calmarla spiegando che anche lei sta subendo molta pressione. Gli studenti, insoddisfatti, lasciano lo spogliatoio.
Robby incrocia Miguel e i due discutono: Miguel critica Robby per la sua distrazione e afferma che stanno perdendo a causa sua. Robby ribatte ricordando di essersi guadagnato il suo posto, ma Miguel ribadisce che la squadra sta fallendo a causa di errori evitabili.
Più tardi, Johnny va a comprare un muffin, ma viene provocato dal Sensei Wolf, che critica gli americani definendoli viziati e incapaci di fare sacrifici. Nel frattempo, Sam nota Wolf allenarsi con Axel, che subisce colpi devastanti, lasciandola spaventata. Prima del prossimo incontro, Devon confessa a Johnny di aver messo dei lassativi nella borraccia di Kenny per vendicarsi, ma si pente. Johnny la rassicura, ammettendo che anche lui l’ha messa sotto pressione.
Johnny, dopo aver riflettuto, chiama Daniel per scusarsi e torna all’arena con una nuova strategia: incoraggia i ragazzi a usare le tecniche del Miyagi-Do. Organizza la squadra con Sam, Robby, Devon, Falco, Demetri e Miguel. Nonostante le riserve di Miguel su Robby, il combattimento contro i Dublin Thunder inizia.
Robby, distratto da Tory, cade. Devon si sacrifica buttando giù un’avversaria con sé. Anche Sam viene eliminata, seguita da Falco e Demetri, che cadono a causa di un errore. Alla fine, Miguel affronta un combattimento 2 contro 1 e riesce a vincere, ma la squadra rimane in una posizione critica.
Daniel finalmente raggiunge l’arena, affronta Kreese credendo fosse lui il responsabile del suo rapimento, e si riunisce a Sam. Nel frattempo, Johnny riceve una chiamata dagli Stati Uniti: Carmen ha avuto un’emorragia a causa di complicazioni con la gravidanza. Johnny è costretto a lasciare il torneo per tornare dalla sua famiglia.

## Vipere ad alta quota
- Titolo originale: Snakes on a Plane
- Diretto da: Jennifer Celotta
- Scritto da: Ashley Darnall & Emily Abbott

### Trama
Con Carmen ancora in ospedale in condizioni gravi, Johnny e Miguel partono per la Valley. Prima di lasciare Barcellona, Johnny chiede ad Amanda di contattare Kenny, poiché il Miyagi-Do, con l’assenza di Miguel, ha bisogno di un sesto partecipante per rimanere in gara. Amanda prova a convincere Kenny, ma lui rifiuta, ricordando l’episodio dei lassativi nella borraccia (che crede orchestrato da Anthony) e decidendo di chiudere ogni rapporto con il dojo.
Nel frattempo, Daniel si fa da parte per occuparsi di altre questioni, lasciando a Chozen il compito di guidare il Miyagi-Do. Durante un’uscita in un night club, Kwon provoca Robby cercando di farlo ingelosire con Tory, mentre Zara approfitta dell’ubriachezza di Robby per fargli fare altrettanto con Tory. Contemporaneamente, Demetri si lascia affascinare dalla bellezza di Maria Alvarez, una ragazza del Pantera Dojo, ma questo flirt viene scoperto da Yasmine tramite il telefono di Falco, portando alla fine della loro relazione.
Durante il volo verso la Valley, Johnny litiga con un passeggero e una hostess, ma il conflitto più acceso è con Miguel, che è ancora arrabbiato per i problemi legati a Robby. Intanto, Amanda scopre dei video offensivi su Kenny che circolano online e affronta Anthony per le sue azioni. Per risolvere il conflitto, Amanda convince Anthony a scusarsi con Kenny, arrivando persino a bere l’acqua con i lassativi come gesto di punizione simbolica. I due ragazzi riescono così a chiudere i conti in sospeso.
Nel frattempo, Sam incontra Axel durante una passeggiata sulla spiaggia e, nonostante il loro confronto sui rispettivi Sensei, respinge le sue avance dichiarando la sua fedeltà a Miguel. Più tardi, Zara bacia Robby per fargli ricordare quanto accaduto al club, proprio mentre Tory esce dall’ascensore e li vede, aumentando le tensioni nel gruppo.
Chozen e Kim, seguendo Dennis De Guzman, scoprono che è coinvolto nel rapimento di Daniel. Decidono di chiamare anche Daniel e Kreese, poiché Kim ha delle domande da porre. Le indagini li portano a scoprire che, oltre a Dennis, è coinvolto anche il Sensei Wolf. Tuttavia, la vera mente dietro il rapimento si rivela essere Terry Silver, che è tornato a orchestrare i suoi piani.
Johnny e Miguel arrivano in ospedale e, vedendo del sangue sul letto di Carmen, credono che sia morta. Tuttavia, scoprono poco dopo che Carmen è viva e si sta riprendendo, con la bambina al sicuro. Sollevati, i due ripartono per Barcellona, promettendo di vincere il torneo e di onorare la loro famiglia.

## Dentro o fuori
- Titolo originale: Blood In Blood Out
- Diretto da: Sherwin Shilati
- Scritto da: Chris Rafferty

### Trama
Tre mesi prima, in Thailandia, Terry Silver, ubriaco dopo la sconfitta subita da Daniel in Cobra Kai 5, incontra il Sensei Wolf. Wolf gli spiega che, essendo il suo dojo campione in carica, può rientrare di diritto nel Sekai Taikai. Inoltre, gli consiglia di approfittare dell'opportunità per umiliare vecchi "amici" in diretta mondiale.
Nel presente, viene alla luce che è stato Silver a ordinare il rapimento di Daniel, utilizzando Dennis De Guzman. Kreese sfida Silver, ma quest'ultimo rifiuta lo scontro e si allontana. Johnny, Miguel e Kenny tornano a Barcellona e vengono informati del ritorno di Silver. Nel frattempo, Devon si scusa con Kenny per l'incidente dei lassativi, e Kenny la perdona, sentendosi lusingato di essere considerato una minaccia.
Gli ultimi otto dojo in gara partecipano al torneo "Tag Team", in cui due lottatori combattono sul ring e possono cambiare partner toccandogli la mano, senza interrompere la lotta. Gli Iron Dragons e il Cobra Kai avanzano facilmente. Il Miyagi-Do, invece, perde contro il Pantera Dojo:
- Diego Aguilar batte Demetri.
- Sam vince contro Maria Alvarez.
- Animal sconfigge Robby.

Questa sconfitta mette a rischio l'eliminazione del Miyagi-Do. I miyagi do hanno un diverbio in quanto non ritengono che Kenny sia forte abbastanza per sconfiggere i loro avversari e lo accusano di essere una talpa dato che è arrivato proprio quando è arrivato Silver, ma Chozen incoraggia il gruppo e propone di usare l'eunjangdo di Kreese per provocare Silver. Miguel consola Robby, incoraggiandolo a seguire il suo istinto e guidare il team. Nel frattempo, Tory, distratta dai social, viene ripresa da Kim, che le ordina di concentrarsi.
Nel match successivo contro i Redentores, il Miyagi-Do inizia con difficoltà ma riesce a vincere grazie a Kenny, che totalizza due punti decisivi seguendo il suo istinto e mostrando tutte le sue abilità marziali. La squadra ora necessita di un'altra vittoria per accedere al torneo dei campioni.
Negli spogliatoi, i membri del Miyagi-Do si preparano per il match contro il Cobra Kai. Robby tranquillizza tutti, ricordando loro che hanno già sconfitto il Cobra Kai in passato. Falco e Demetri si scusano reciprocamente per le tensioni legate al college, ritrovando il vecchio legame grazie ai ricordi dei loro allenamenti insieme.
Kreese motiva i suoi studenti, ricordando a Kwon che "la sconfitta non esiste nel Cobra Kai". Kim, invece, spinge Tory a sfruttare la sua rabbia contro Robby. Il match inizia:
1. Robby vs Tory: Tory sfrutta le parole di Kim e manipola Robby, che finisce per taggare Sam.
2. Sam vs Kwon: Kwon vince, portando il Cobra Kai in vantaggio 1-0.
3. Miguel vs Kwon: Miguel pareggia, portando il punteggio sull’1-1.
4. Demetri e Falco vs Yoon: Usano una strategia di tag per stancare Yoon, guadagnando un altro punto per il Miyagi-Do.
5. Miguel vs Kwon: Kwon vince, riportando il punteggio in parità.
6. Robby vs Kwon: Nel round finale, Robby, dopo aver parlato con Tory (che gli dice di non aver mai avuto una relazione con Kwon), recupera la concentrazione e, arrabbiato per essere stato manipolato dall'avversario, vince eliminando il Cobra Kai e portando il Miyagi-Do al torneo dei campioni.

Negli spogliatoi, Kreese ritrova l’eunjangdo e annuncia che la guerra non è finita. Nel frattempo, Dennis consegna una lettera a Silver, che a sua volta la consegna a Daniel. La lettera rivela che, durante la partecipazione al Sekai Taikai, Miyagi avrebbe ucciso un avversario, lasciando Daniel sconvolto.

## Eunjangdo
- Titolo originale: Eunjangdo
- Diretto da: Sherwin Shilati
- Scritto da: Bob Dearden & Olga Lexell

### Trama
Daniel ha un incubo inquietante in cui partecipa al Sekai Taikai e viene ucciso da Miyagi, un'immagine che riflette quanto appena scoperto dalla lettera di Silver. Al risveglio, Gunter cerca di rassicurarlo spiegando che in quei tempi le morti durante i tornei erano, purtroppo, plausibili.
Nel frattempo, Kreese, consumato dall’odio, decide di eliminare Silver. Armato dell’eunjangdo, si reca da lui ma, una volta lì, nota la presenza del Sensei Wolf e di Dennis al suo fianco. Questo lo induce a fermarsi, rimandando la sua vendetta.
Nella hall dell’hotel, Gunter annuncia che gli Udar Tigra e il loro Sensei Ivanov sono stati eliminati dal torneo per essere risultati positivi ai test anti-doping. Questa decisione permette al Cobra Kai di rientrare in gara, scatenando controversie tra gli altri dojo.
I sorteggi delle semifini del Sekai Taikai vengono annunciati:
- Maschile: Diego Aguilar (Furia de Pantera) vs Kwon Jae-Sung (Cobra Kai), Axel Kovacevic (Iron Dragons) vs Robby Keene (Miyagi-Do).
- Femminile: Zara Malik (Iron Dragons) vs Maria Alvarez (Furia de Pantera), Samantha LaRusso (Miyagi-Do) vs Tory Nichols (Cobra Kai).

Daniel e Johnny si concentrano sull'allenamento dei loro studenti in vista delle sfide cruciali.
Le semifinali iniziano con le vittorie di Kwon Jae-Sung e Zara Malik, che avanzano in finale. Durante il combattimento tra Axel e Robby, Sensei Ivanov irrompe per vendicarsi, scatenando una rissa generale tra tutti i dojo. Questo culmina in una battaglia caotica:
- Sam sconfigge i Dublin Thunder.
- Robby e Tory si riconciliano e, insieme, sconfiggono Zara.
- Demetri e Falco, con l’aiuto del Pantera Dojo, sconfiggono gli Udar Tigra.
- Chozen e Kim affrontano i Sensei degli Udar Tigra, mentre Gunter abbatte Sensei Ivanov.
- Kenny e Devon si occupano dei Redentores.
- Johnny e Daniel combattono contro Wolf e Dennis, con Daniel che sconfigge entrambi.

Kreese, determinato, segue Silver con l’eunjangdo. Johnny, intuendo le sue intenzioni, lo segue. Quando Kreese affronta Silver, ne nasce una lotta violenta. Silver, sul punto di uccidere Kreese, viene fermato da Johnny, che lo abbatte.
Nel frattempo, sul ring, Robby combatte contro Kwon, ma viene distratto quando Sam interviene in sua difesa, finendo al tappeto. Axel lascia il suo combattimento contro Miguel per aiutare Sam e affronta Kwon. Durante lo scontro, Kwon, accecato dalla rabbia, trova l’eunjangdo caduto e tenta di usarlo contro Axel. Tuttavia, inciampa e cade sulla lama, morendo tragicamente. Il suo urlo straziante lascia tutti i partecipanti sconvolti.